# Jamesonia scalaris
Jamesonia scalaris är en kantbräkenväxtart som beskrevs av Kze. Jamesonia scalaris ingår i släktet Jamesonia och familjen Pteridaceae. Inga underarter finns listade.